# 1469 Лінзія
1469 Лінзія (1469 Linzia) — астероїд головного поясу, відкритий 19 серпня 1938 року.
Тіссеранів параметр щодо Юпітера — 3,169.